# Окоаво, Ииока
Иeока Окоаво (англ. Iyeoka Okoawo) – американская поэтесса и певица. В её музыке сочетаются элементы джаза, соула, рока, хип-хопа и R&B.

## Биография
Родилась в семье преподавателей Бостонского университета, докторов наук, иммигрировавших в США из Нигерии. Работала фармацевтом, но затем решила связать жизнь с музыкой.

## Творческий путь
В начале своей музыкальной карьеры выступала с группой The Rock by Funk Tribe, исполняла свои стихи под музыку в стиле джаз, блюз, фанк и госпел. В 2004 году на студии Phanai Records выпустила сольный альбом «Black and Blues» . Иeока начала выступать с гастролями, а также сотрудничать с другими группами, такими как The Press Project и Tempo Valley.
В 2008 году вышел её второй альбом «Hum The Bass Line» на том же лейбле. В этом же году Ииока записала кавер-версию известной песни “Desire” группы U2 для трибьют-альбома «In The Name Of Love: Africa Celebrates U2». В записи альбома приняли участия артисты из различных стран Африки.
В 2009 году Иeока решила изменить подход к написанию стихотворений и песен. Она стала создавать песни в более традиционном стиле. В этом году вышло два мини-альбома: «This Time Around» и «Run Into the Rain».
В ноябре 2010 года у певицы вышел новый альбом «Say Yes», состоящий из девяти песен и двух стихотворений. Ещё до выхода альбома, первая песня, "The Yellow Brick Road Song", прозвучала в сериале от HBO «Как преуспеть в Америке». Эта песня стала также основной музыкальной темой сериала «Посредник Кейт».
В январе 2011 года Иeока была номинирована на премию «Independent Music Awards» в категории R&B за песню "This Time Around".
В настоящее время певица работает над новым альбомом и пишет стихи.

## Дискография

### Студийные альбомы
- Black & Blues (2004)
- Hum the Bass Line (2007)
- Say Yes (2010)
- Gold (2016)

### Концертные альбомы
- Live @ KTUH Honolulu